# سیارک ۱۷۵۳

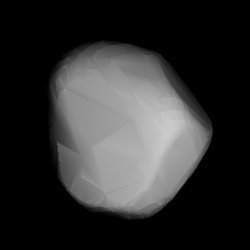
مدل سه بعدی سیاره

سیارک ۱۷۵۳ (به انگلیسی: 1753 Mieke، نامگذاری:1934JM) هزار و هفتصد و پنجاه و سومین سیارک کشف شده‌است که در ۱۰ مه ۱۹۳۴ کشف شد.
قدر مطلق سیارک برابر ۱۱٫۱۰ است.